# 高雄市立図書館
高雄市立図書館（中国語: 高雄市立圖書館, 中国語: Gāoxióng Shìlì Túshūguǎn, 英語: Kaohsiung Public Library）は、台湾第2の都市高雄市にある公共図書館およびそれを運営する行政法人の名称。事務局も入居する現行の総館は2014年11月に開館した。市内各市轄区に計62の分館と高雄捷運の駅構内に機械式の簡易図書館がある。貸出・返却には一卡通が利用できる。

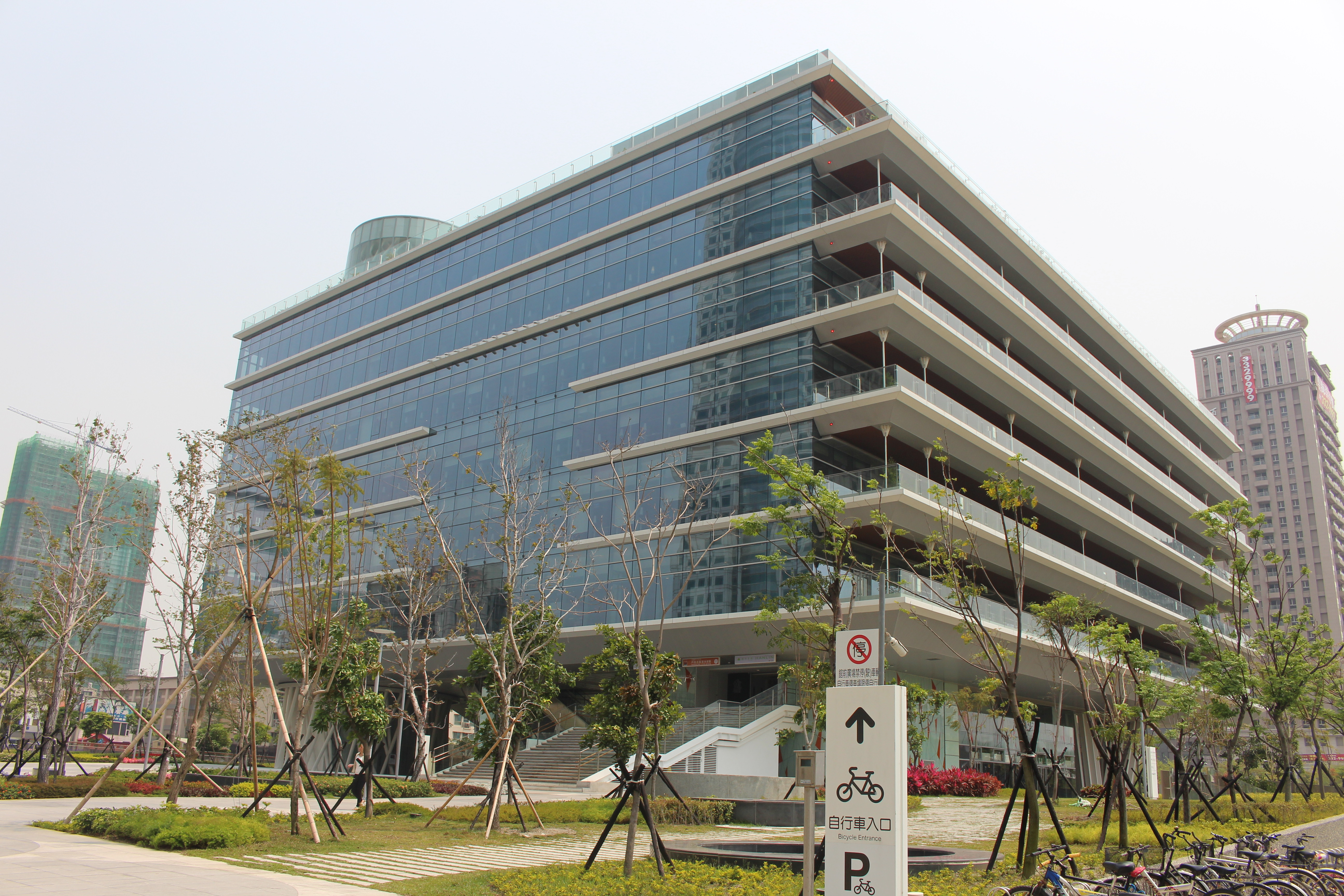
昼間の図書館総館
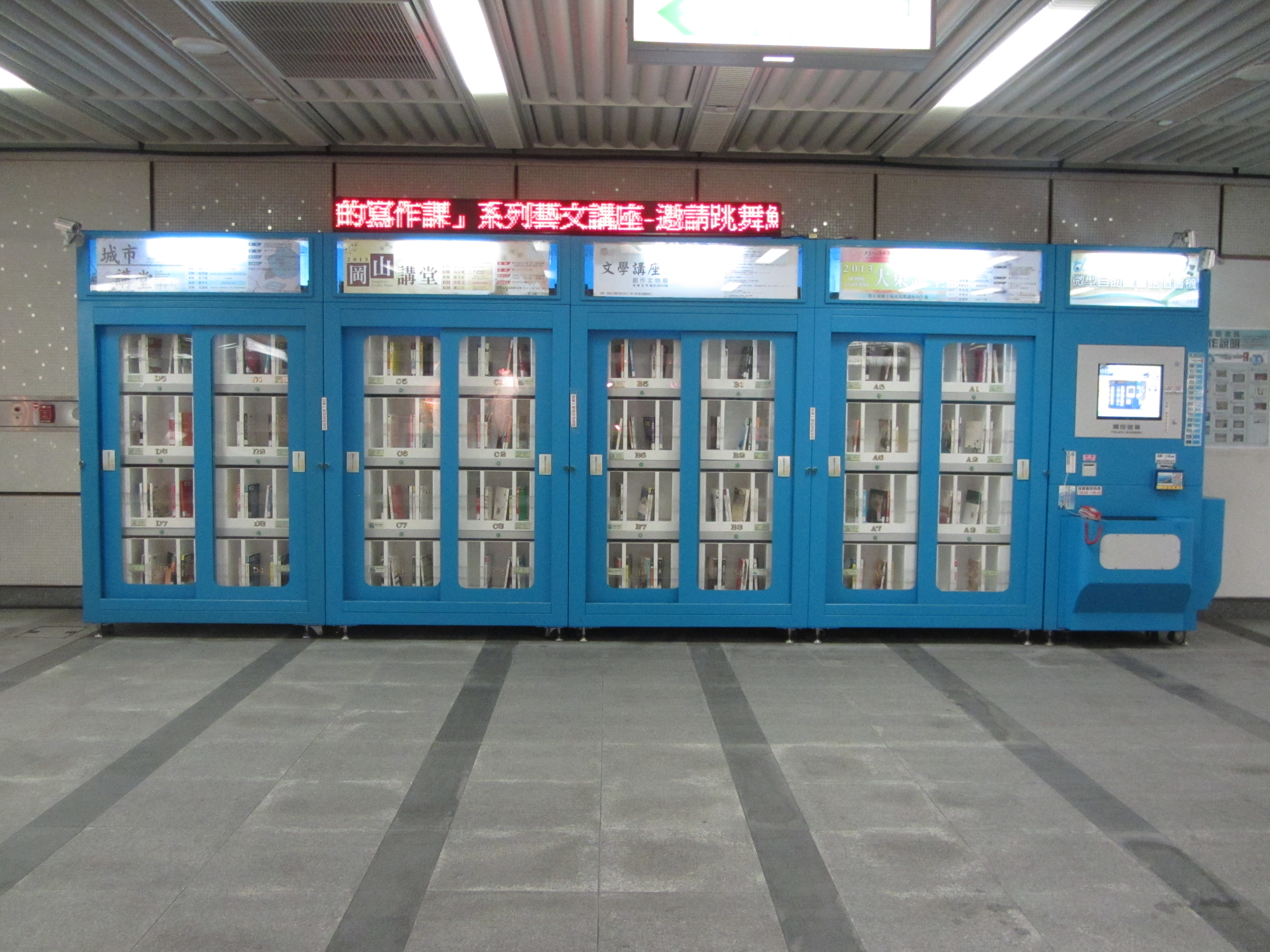
中央公園駅のセルフ図書館
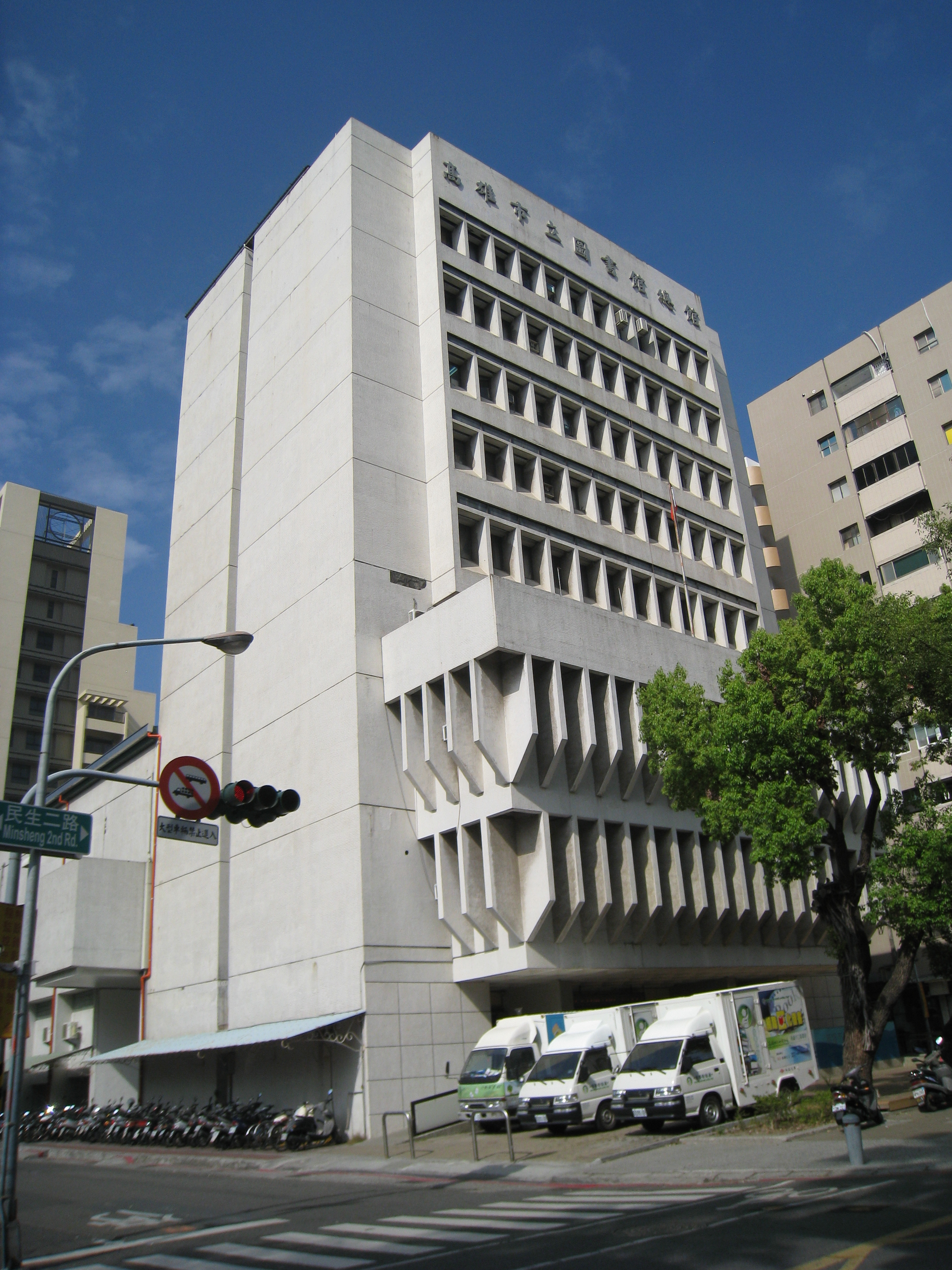
前金区の旧総館